# Slavica Đukić Dejanović
Slavica Đukić Dejanović (Rača, 4 luglio 1951) è una politica serba.
È stata Presidente facente funzione della Serbia dall'aprile al maggio 2012.
Dal giugno 2008 al maggio 2012 è stata Presidente dell'Assemblea nazionale, seconda donna a ricoprire questo incarico in Serbia dopo Nataša Mićić, Presidente del Parlamento dal 2001 al 2004.
Dal luglio 2012 all'aprile 2014 è stata Ministro della salute, ruolo in cui è succeduta a Zoran Stanković.
Inoltre dall'ottobre 2000 al gennaio 2001 è stata Ministro della cura della famiglia nel Governo guidato da Milomir Minić.
È rappresentante del Partito Socialista di Serbia.